# Козловка (платформа)
Козло́вка (официальное название 56 км) — остановочный пункт на хордовой линии Узуново — Рыбное Московской железной дороги в Рыбновском районе Рязанской области. 
Находится на последней двухпутной вставке на линии, но есть только северная платформа, у второго южного пути платформы нет. Рядом с платформой расположен единственный железнодорожный переезд через ветку в Рыбновском районе. Расположена недалеко от одноимённой деревни.
Через остановочный пункт в течение дня проходят три пары электропоездов маршруту Узуново — Рязань I.

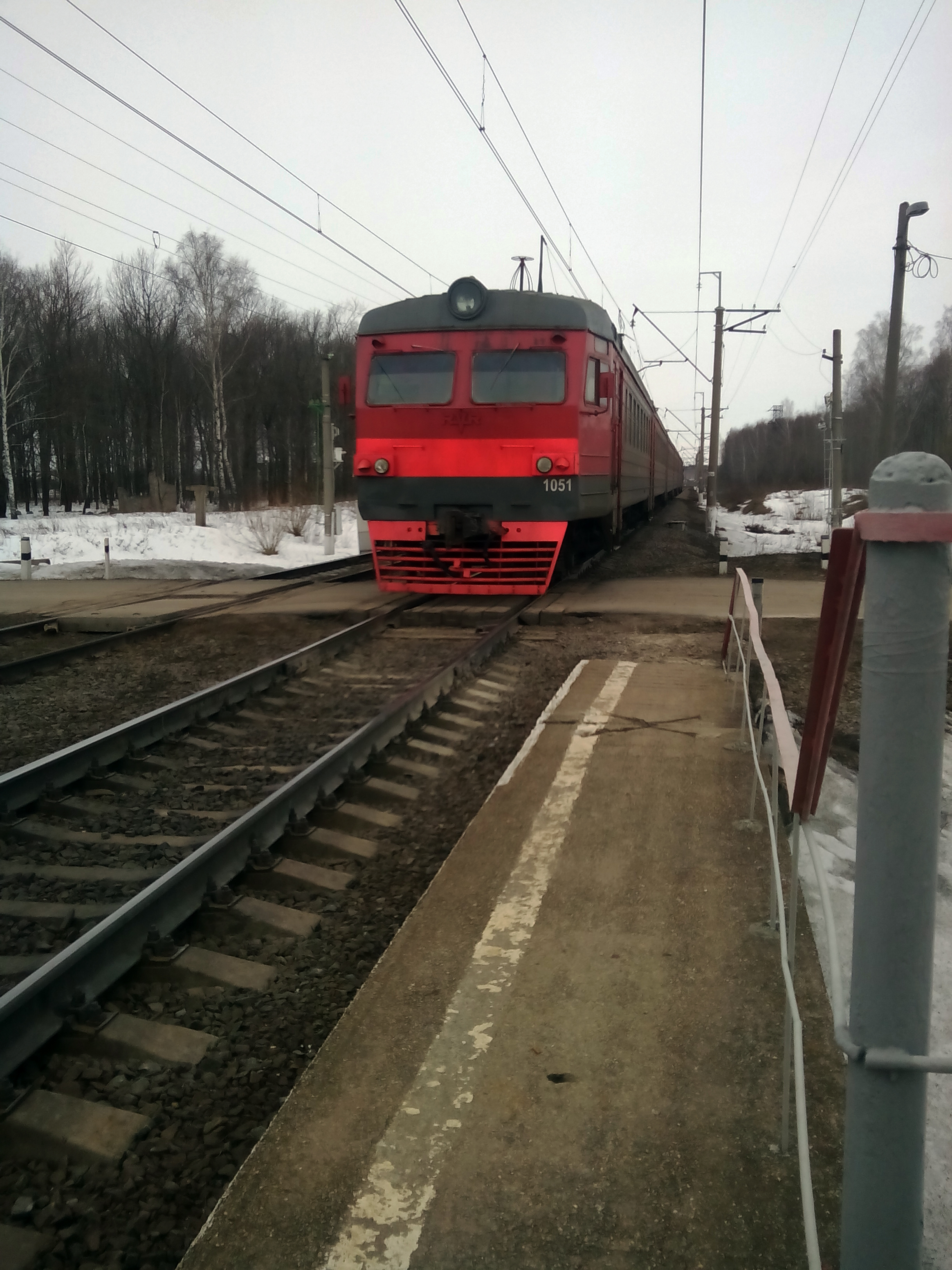
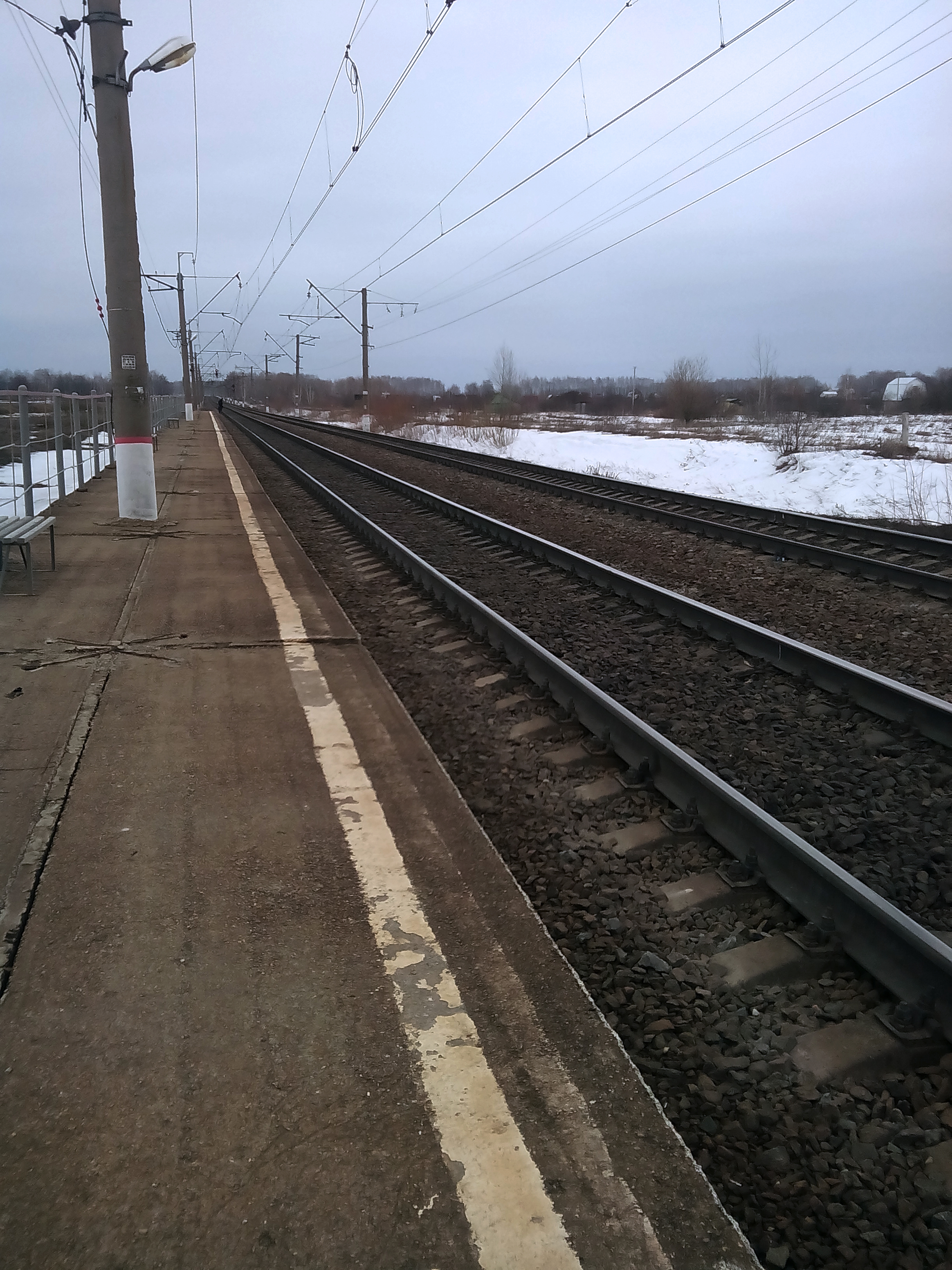